# Khaya anthotheca
Khaya anthotheca (Welw.) C.DC., 1878 è una specie arborea della famiglia delle Meliacee, che fa parte dei mogani africani. L'albero cresce nelle regioni tropicali dell'Africa. Il legno ha tessitura simile al mogano (Swietenia) e con colore generalmente marrone scuro.

## Conservazione
La Lista rossa IUCN classifica Khaya anthotheca come specie vulnerabile.

## Usi
Il legno viene usato per la costruzione di mobili ed impiallacciature, buona falegnameria d'interni e tornitura. Viene poi usato in liuteria, come surrogato del mogano, per la costruzione di manici, corpi di chitarre e bassi elettrici, nonché manici, fondi e fasce di strumenti acustici.